# Bardonnex
Bardonnex település Svájcban, Genf kantonban. Lakosainak száma 2299 fő (2018. december 31.). Genf városának agglomerációjába sorolható.

## Népesség
A település népességének változása az elmúlt években:

| 2017 | 2 215 |
| 2018 | 2 299 |

Történelmi viszonylatban: